# モガンボ (映画)
『モガンボ』（英語: Mogambo）は、1953年に製作・公開されたアメリカ合衆国の映画である。

## 概要
1932年の『紅塵』（ヴィクター・フレミング監督、クラーク・ゲーブル、ジーン・ハーロウ主演）のリメイクであるが、舞台は前作のフランス領インドシナからアフリカに移されている。
ベルギー領コンゴ・タンガニーカ・英領ケニア・ウガンダでロケーションが行われた。
グレース・ケリー初のカラー（テクニカラー）作品である。
リンダ役は、ジーン・ティアニーが精神を病んで降板した為、グレース・ケリーが演じる事になった。

## キャスト
※括弧内は日本語吹替（初回放送1968年9月15日『日曜洋画劇場』）
- ヴィクター・マーズウェル：クラーク・ゲーブル（納谷悟朗）
- エロイーズ・ケリー：エヴァ・ガードナー（翠準子）
- リンダ・ノードリー：グレース・ケリー（野口ふみえ）
- ドナルド（リンダの夫）：ドナルド・シンデン

## スタッフ
- 監督：ジョン・フォード
- 製作：サム・ジンバリスト
- 脚本：ジョン・リー・メイヒン
- 撮影監督：ロバート・サーティース、フレディ・ヤング
- 編集：フランク・クラーク
- 美術：アルフレート・ユンゲ
- 衣装：ヘレン・ローズ

## 映画賞受賞・ノミネーション
- 受賞
  - ゴールデングローブ賞 助演女優賞：グレース・ケリー
- ノミネーション
  - アカデミー主演女優賞：エヴァ・ガードナー
  - アカデミー助演女優賞：グレース・ケリー
  - 英国アカデミー賞作品賞